# 格哷克延丕勒
格埒克延丕勒（？—1741年），博尔济吉特氏，清朝蒙古王公，喀尔喀札萨克图汗。达延汗巴图蒙克后裔，朋素克喇布坦长子。
康熙五十一年（1712年），袭札萨克多罗郡王。康熙五十四年（1715年），随散秩大臣祁里德赴推河防御准噶尔部策妄阿喇布坦。康熙五十六年（1717年），移驻塔斯果尔玛及哲斯库布轱尔库业根。雍正八年（1730年），统兵赴塔尔弼阿噜御准噶尔。雍正九年（1731年），回驻科布多，在齐齐克诺尔攻打准噶尔军。牧地被准噶尔掠夺，内迁。雍正十年（1732年），随建勋将军达尔济驻防伯格尔，授予盟长，在乌兰布拉克击破准部。札萨克图汗策妄扎布因为从军退缩之罪削爵，他承袭为札萨克图汗。仍留多罗郡王的爵位，兼所部副将军。后来相继驻屯乌里雅苏台、科布多、伟衮特里默等地备御。其子巴勒达尔袭位。